# Aptosimum pumilum
Aptosimum pumilum là một loài thực vật có hoa trong họ Huyền sâm. Loài này được (Hochst.) Benth. mô tả khoa học đầu tiên năm 1846.